# ISLE-Verfahren
Das ISLE-Verfahren ist ein spezielles Bearbeitungsverfahren für transparente Materialien mittels Laser. Das Akronym ISLE steht hierbei für englisch In-volume Selective Laser-induced Etching, was auf Deutsch so viel wie ‚selektives laserinduziertes Ätzen‘ bedeutet.

## Anwendung
Dabei werden transparente Materialien wie Gläser oder Kristalle punktuell mit Laserstrahlung modifiziert. Das modifizierte Material lässt sich anschließend in einer Ätzlösung entfernen. Auf diese Art können sehr präzise Mikrobauteile gefertigt werden, wie sie beispielsweise in der Mikrooptik, Mikrosystemtechnik und Medizintechnik benötigt werden.